# 대륙말똥가리
대륙말똥가리(영어: Common buzzard, 학명: Buteo buteo)는 넓은 분포 범위를 가진 중대형 맹금류이다. 수리과 말똥가리속에 속한다.
이 종은 유럽 대부분에 서식하며, 번식 범위는 구북구의 대부분, 즉 중국 북서부(톈산), 시베리아 서부, 몽골 북서부까지 뻗어 있다. 분포 범위 대부분에서 연중 서식한다. 그러나 북반구의 추운 지역에 사는 말똥가리와 동부 지역에서 번식하는 말똥가리는 일반적으로 북반구의 겨울을 나기 위해 남쪽으로 이동하며, 그중 상당수는 남아프리카까지 이동한다.
대륙말똥가리는 다양한 먹이를 먹을 수 있는 기회주의적 포식자이지만, 주로 작은 포유류, 특히 들쥐와 같은 설치류를 잡아먹는다. 일반적으로 횃대에서 사냥한다. 대부분의 말똥가리과 맹금류처럼, 이 종은 주로 나무에 둥지를 틀고 비교적 적은 수의 새끼를 낳는 헌신적인 부모 역할을 한다. 유럽에서 가장 흔한 주행성 맹금류로는 송골매가 꼽히는데, 전 세계적으로 송골매의 개체 수가 수백만 마리에 달할 것으로 추산된다.